# František Nedvěd
František Nedvěd (19. září 1947 Praha – 18. července 2021 Praha) byl český zpěvák a kytarista, který patřil mezi osobnosti české country, folku a trampské písně. 

## Hudební začátky
Od svého dědečka, středoškolského učitele, dostal základy hry na klavír. Krátce zkoušel i housle a jako desetiletý se začal učit na kytaru. Jeho první kapelou se v roce 1964 stala beatová sestava Five Dogs. V ní zasedl za bicí a potkal se tu se svým bratrem Janem Nedvědem. V rozhovoru s Vladimírem Krocem pro TV3 (z roku 2000, nebo 2001), si František Nedvěd vzpomněl například na autorství jedné vlastní písně pro Five Dogs, která se nejspíš ztratila v tehdejším Československém rozhlase. V paměti mu také zůstalo vystoupení s Five Dogs v kavárně Parnas. Svou beatovou kariéru uzavřel v 70. letech v souborech The Three Long Fingers a The Preachers. Přestup z beatu k folku vysvětlil ve výše zmíněném rozhovoru pro TV3 takto: "Kdyby se v Lukách pod Medníkem objevil bigbeat, to by se všichni zbláznili. Tam letěly všelijaké trampské písničky... To nás formovalo."

## Léta 1972 až 1994
Od roku 1972 vystupoval ve skupině Brontosauři (která se původně nazývala Toronto). V ní zpívala s Nedvědy i Zdenka Tosková, která se provdala za Jiřího Tichotu, zakladatele Spirituál kvintetu. Právě ve Spirituál kvintetu od roku 1975 bratři a Zdenka Tosková, paralelně působili. Ve Spirituálu začínal kontrabasista Dušan Vančura a hrál též s Brontosaury.  
Jan Nedvěd kvintet opustil v roce 1988 a započal sólovou dráhu. František jej následoval v roce 1992. Podle hudebního publicisty Milana Tesaře byl František výraznějším vokalistou a kytaristou, Jan zase jistějším autorem hudby.
Režisér Vojtěch Fatka pro Českou televizi v roce 1993 natočil jejich medailon Tuhle písničku chtěl by ti, lásko, dát.
V roce 1994 se František opět sešel s Brontosaury kvůli nahrávce alba Zahrádky.

## Koncert na Strahově
V prosinci 1995 vzniklo k Janovým padesátinám další album Vstupenka na Strahov. Jejich tehdejší vydavatel Petr Novotný údajně přišel s nápadem přiložit ke každému CD vstupenku na živý koncert Nedvědových. Novotný chtěl zabránit nelegálnímu kopírování nosičů. Proto ten, kdo si koupil originál, měl jako bonus platnou vstupenku na Strahov. Jen původní termín koncertu pořadatelé nakonec změnili kvůli kolizi se čtvrtfinále fotbalového mistrovství Evropy v Anglii. Duo se proto představilo už 21. června 1996 před 60 000 až 70 000 lidmi.

## Léta 1997 až 2008
V roce 1997 se bratrské duo pro interpretační neshody rozešlo a František poté vypomáhal Příbuzným.
V roce 1998 založil band Druhé podání a inspiroval se severoamerickou country. Alba povětšinou obsahovala české coververze skladeb Kanaďana Gordona Lightfoota a Američana Dona Williamse. Mnohé z českých textů k jejich melodiím napsal Dušan Vančura. František se s Druhým podáním rozešel v roce 2008.
Na počátku 21. století se Nedvěd podílel na písních Pacifiku a Rangers. Na české hudební scéně zanechal stopu také albem Když ohně zaplanou (2004), na níž ve spolupráci s Tonym Linhartem vybral trampské evergreeny.

## Poslední desetiletí
V roce 2011 vydal s bratrem album Souhvězdí Jisker. V pátek 6. ledna 2012 odvysílala TV Prima Show Jana Krause, v němž byli hosty také Nedvědové. Od roku 2013 František hrál sólově a také se skupinou Tie Break. Těleso tvořil jeho syn Vojtěch Nedvěd s dvanáctistrunnou kytarou, Petr Kocman zpíval a hrál na kytaru, Milan Plechatý s baskytarou a Jaroslav Petrásek na bicí. 
Svůj poslední koncert absolvoval František Nedvěd s kapelou Tie Break 9. července 2021 v Olomouci na festivalu Pohoda u Trojice. Zemřel 18. července 2021 na karcinom plic.

## Rodina
Františkův dědeček z otcovy strany byl povozníkem z Karlína. Františkův otec byl skautem, prošel koncentračním táborem a hrál v amatérské kapele Pražská parta.
S bratrem Janem měli ještě sestru Ludmilu (provdána Koštovalová), která je o tři roky starší než František.
Se svou manželkou Marií (rozenou Krejčiříkovou) se znal od dětství, vztah spolu začali v roce 1968 a do stavu manželského vstoupili v roce 1971. Měli dva syny: Františka (* 1974) a Vojtěcha (* 1977). Byli prarodiči tří vnoučat.
V roce 1996 a v roce 2006 František podstoupil úspěšné operace zraněné páteře, obě těžká zranění byla zaviněná pády. Trpěl diabetem.
Ve čtvrtek 10. června 2021 oslavil s manželkou zlatou svatbu a svatební slib obnovili na Staroměstské radnici v Praze. Bratr Jan tehdy k tomu podotkl: "Přišel jsem jim vyjádřit úctu. Maruška je anděl a brácha ministr odolnosti a trvanlivosti. To musí být obrovská láska." Bratrská dvojice uvažovala i o vystoupení v pražské O2 areně, což se již neuskutečnilo.
František žil a tvořil v Praze a v Lukách pod Medníkem. Po jeho úmrtí dále s Tie Breakem koncertuje syn Vojtěch.
Profesionálně se hudbě věnují také Františkovi synové František Nedvěd mladší, Vojtěch Nedvěd a synovec Jan Nedvěd  mladší.

## Kytary
YAMAHA - dvanáctistrunná kytara, zakoupená v roce 1974 v Belgii, výměna cca v 1986 za kytaru Ovation 
OVATION - dvanáctistrunná kytara

## Zajímavosti
- Dvacet let se vedle koncertování živil i jako opravář telefonů.[29]
- Svou první skupinu Toronto pojmenovali s bratrem Janem podle jedné z nejstarších českých trampských osad, která leží u Luk pod Medníkem. Jejich rodiče v osadě po Druhé světové válce postavili chatu.[30][31]
- František Nedvěd měl rád tenis a účastnil se tenisových turnajů osobností.[32] U domu v Lukách pod Medníkem si nechal vybudovat kurt.[25] Své doprovodné kapely pojmenoval tenisovými termíny Druhé podání a Tie Break.
- Hrál nohejbal a soutěžně tančil.[19]
- V roce 2016 vyšlo album Podvod od jazzového uskupení Vilém Spilka Quartet. Na něm je představeno osm písní bratří Nedvědů v novátorském instrumentálním a jazzovém hávu.[33]

## Diskografie

### S Brontosaury
- Přátelství/Mosty (SP Supraphon 1975)
- Hráz/Johanka z Arcu (SP Supraphon 1975)
- Na kameni kámen (Panton 1985 a 1995)
- Ptáčata (Panton 1987 a 1991)
- Sedmikráska (Panton 1992)
- Zahrádky (BMG 1994)

### Se Spirituál kvintetem
- Spirituály a balady (Supraphon 1978)
- Saužení lásky (Supraphon 1980)
- Dvacet let (3 LP Supraphon 1984, reedice Panton 1990; později vyšlo i na CD)
- Satirické písničky českého obrození (EP Panton 1986)
- Šlapej dál (Panton 1986)
- Every Time I Feel the Spirit (Panton 1986)
- Šibeničky (Panton 1988)
- Za svou pravdou stát (3 LP Panton 1990)
- Hallelu! (Panton 1991)
- Rajská zahrada (Panton 1992)
- Spirituál kvintet: Antologie 1960–1995 (2 CD Panton 1994)

### S bratrem Janem a jinými interprety
- Zpíváme si s Nedvědy (6P 1992)
- František (Panton 1993, LP, MC, CD)
- Balady – Bratři Nedvědové & spol. (Forte 1995)
- Nedvědi na Strahově (6P 1996, DVD)
- Pasáček hvězd – Nedvědi (BMG 1996)
- 14 NEJ od Nedvědů (Areca 1999,CD)
- Zlatá kolekce – Nedvědi (BMG Ariola 2000, CD)
- Nedvědi na Strahově – červen 1996 (6P 2001, CD)
- 44 slavných písniček – Nedvědi (Universal 2005, CD)
- Stezkami bratří Nedvědů (Reader's Digest Výběr 2006, 3CD)
- Ranec plnej písní – František Nedvěd, Helena Maršálková, Pacifik (Venkow 1997, MC, CD)
- Nedvědi 60, Fešáci 40 – DVD &CD Lucerna 07 (Universal Music 2008, CD, DVD)
- Souhvězdí Jisker (Universal 2011)

### Sólová alba
- Neváhej a vejdi – (Panton 1998, CD)
- Druhé podání – (BMG Ariola 1999, CD)
- Třetí pokus – (BMG Ariola 2000, CD – reedice 2009, Sony Music, CD)
- Čtvrtá sada – (Universal 2003, CD)
- Když ohně zaplanou – (2004, Sony Music, CD – reedice 2009, Popron Music, CD)[34]
- Pátá – (Popron Music 2006, CD)

## Hity
- Třetí pokus
- Kočovní herci
- Jablůňka
- Poprvé sám
- Ostrov jménem Mládí
- Rozchod
- Frankie dlouhán
- Stánky
- Skládanka
- Valčíček
- Proužek
- Řemeslo
- Devatenáct
- Cherokee Bill

## Ocenění (výběr)
- 1974–1978: Brontosauři – (interpretační) Porty
- 1977: František a Jan Nedvědovi – Zlatá Porta
- 1997: František Nedvěd – 4. místo v soutěži Český slavík
- 1998: František Nedvěd – 4. místo v soutěži Český slavík